# Bridget Jones Nelson
Bridget Jones Nelson (* 24. September 1964 in Sauk Rapids) ist eine US-amerikanische Schauspielerin und Drehbuchautorin.

## Leben
Jones wirkte ab 1991 als Drehbuchautorin an der Serie Mystery Science Theater 3000 mit, insgesamt war sie bis 1999 an 127 Episoden beteiligt. Sie verfasste den Text zu drei in der Serie gespielten Musiktiteln. Zwischen 1991 und 1997 trat sie zudem in 18 Folgen in der wiederkehrenden Gastrolle der Flavia auf.
Bridget Jones ist mit Michael J. Nelson verheiratet.

## Filmografie (Auswahl)
- 1991–1999: Mystery Science Theater 3000
- 1996: Mystery Science Theater 3000: Der Film (Mystery Science Theater 3000: The Movie)